# 萊耶華倫球場

布羅斯球場是一座位於瑞典布羅斯的足球場。體育場可容納15000人，是瑞典足球超級聯賽球會艾夫斯堡的主場球場。

## 照片

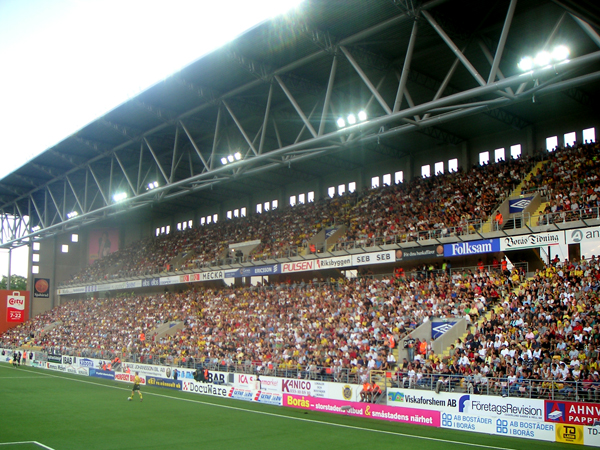
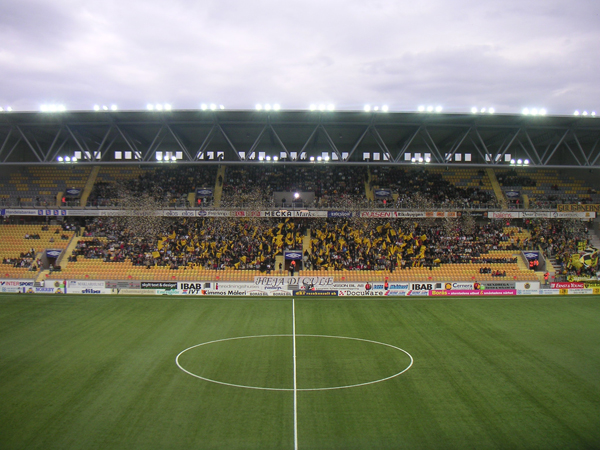
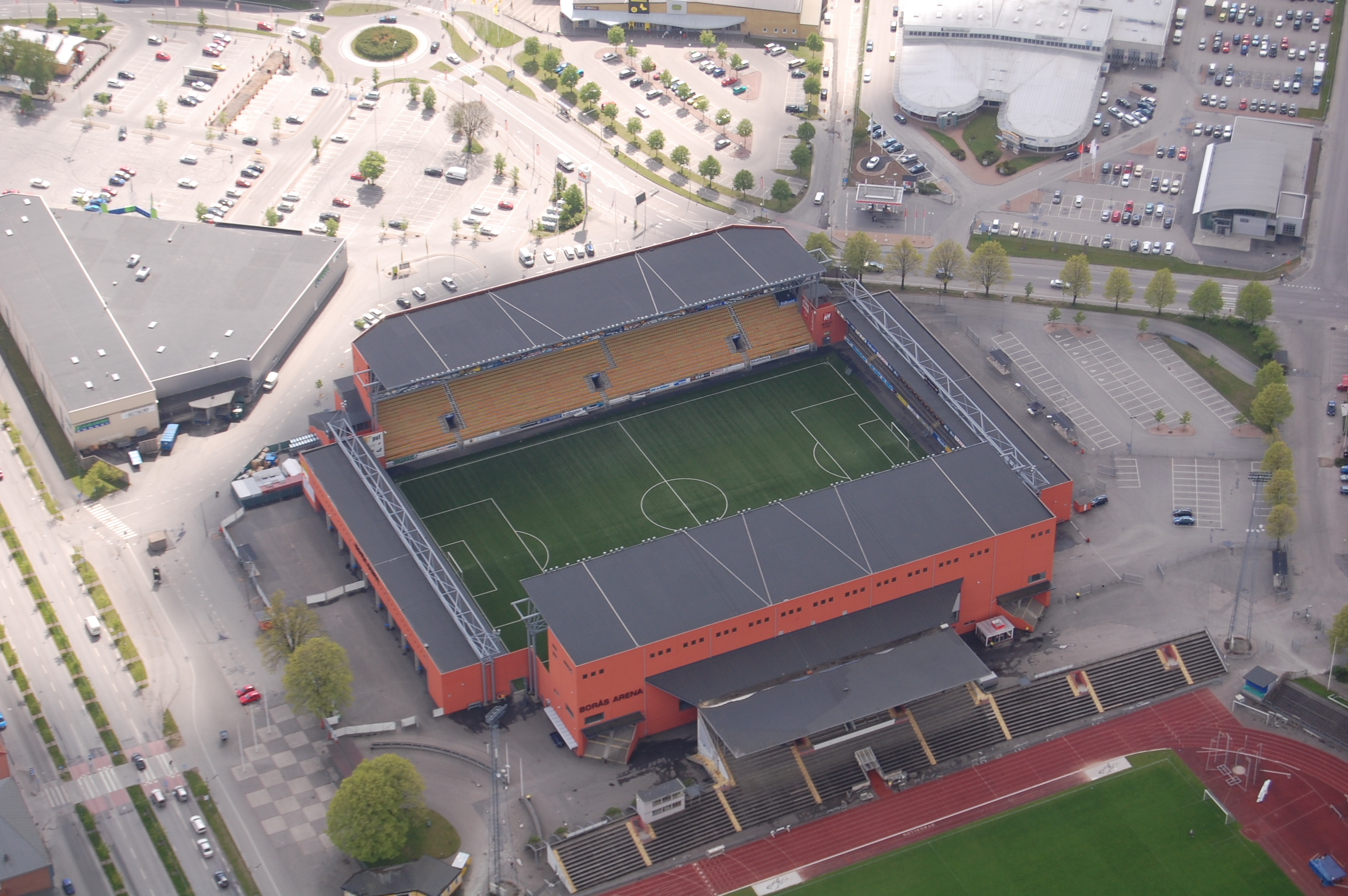
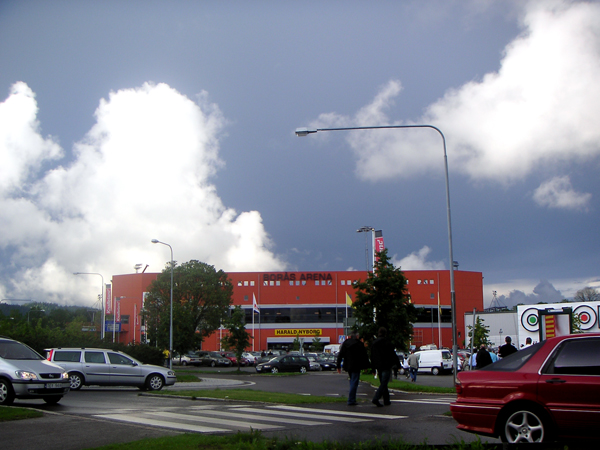